# Dick Haymes
Ne doit pas être confondu avec Dick Haynes.
Dick Haymes, de son vrai nom Richard Benjamin Haymes, est un chanteur et acteur américain né à Buenos Aires (Argentine), le 13 septembre 1918 et mort d'un cancer du poumon le 28 mars 1980 à Los Angeles, (Californie) États-Unis.

## Biographie
Il est né en Argentine de parents britanniques. Son père, un propriétaire d'un ranch, et sa mère, professeur de chant, voyagent très fréquemment et finissent par s'installer aux États-Unis alors que Dick n'est encore qu'un enfant. Quand ce dernier a 17 ans, il déménage à Los Angeles et travaille dans l'industrie du cinéma comme cascadeur et doublure. À 19 ans, il signe des contrats à New York comme choriste dans des big bang. Il se produit ensuite comme chanteur avec l'orchestre de Harry James. Le 3 septembre 1942, Frank Sinatra le choisit pour le remplacer à la radio lors d'une émission de variétés avec l'orchestre de Tommy Dorsey. Dès lors, la carrière de Dick Haymes est lancée.
En 1944, il se retrouve à Hollywood et participe à de nombreuses productions, dont le film musical La Foire aux illusions (State Fair) réalisé par Walter Lang, avec Jeanne Crain, Dana Andrews et Vivian Blaine. Toutefois, son manque d'engagement pendant la Seconde Guerre mondiale - étant de nationalité argentine, il se retranche sur la neutralité de son pays natal pour éviter tout service armé - plombe sa carrière après 1948.
En 1953, il séjourne à Hawaï sans en avoir averti les autorités de l'immigration (l'archipel ne deviendra un état américain qu'en 1959) : à son retour, il faillit être refoulé en Argentine, pays dont il a toujours la nationalité.
Au début des années 1960, il déclare faillite. Le montant de sa dette s'élève à un demi-million de dollars.
Chanteur des orchestres de Benny Goodman, il s'est marié six fois, notamment aux actrices Rita Hayworth, Joanne Dru et Nora Eddington.

## Filmographie
- 1944 : Four Jills in a Jeep de William A. Seiter : lieutenant Dick Ryan
- 1944 : Pour les beaux yeux de ma mie (Irish Eyes Are Smiling) de Gregory Ratoff : Ernest R. Ball
- 1945 : Broadway en folie (Diamond Horseshoe) de George Seaton : Joe Davis Jr.
- 1945 : La Foire aux illusions (State Fair) de Walter Lang : Wayne Frake
- 1946 : Voulez-vous m'aimer ? (Do You Love Me ?) de Gregory Ratoff : Jimmy Hale
- 1947 : L'Extravagante Miss Pilgrim (The Shocking Miss Pilgrim) de George Seaton : John Pritchard
- 1947 : Carnival in Costa Rica de Gregory Ratoff : Jeff Stephens
- 1948 : Up in Central Park de William A. Seiter : John Matthews
- 1948 : Un caprice de Vénus (One Touch of Venus) de William A. Seiter : Joe Grant
- 1948 : Ma vie est une chanson (Words and Music) de Norman Taurog : lui-même
- 1951 : St. Benny the Dip (en) de Edgar G. Ulmer : Benny
- 1953 : Le Joyeux Débarquement (All Ashore) de Richard Quine : Joe Carter
- 1953 : Cruisin' Down the River (en) de Richard Quine : Beauregard Clemment / Beau Clemment III
- 1975 : Won Ton Ton, le chien qui sauva Hollywood de Michael Winner : James Crawford
- 1979 : Real Life de Albert Brooks : Councilman Harris